# Phlaeobida
Phlaeobida is een geslacht van rechtvleugeligen uit de familie veldsprinkhanen (Acrididae). De wetenschappelijke naam van dit geslacht is voor het eerst geldig gepubliceerd in 1902 door Bolívar.

## Soorten
Het geslacht Phlaeobida omvat de volgende soorten:
- Phlaeobida angustipennis Bolívar, 1902
- Phlaeobida carinata Liu & Li, 1995
- Phlaeobida chloronema Liang, 1986
- Phlaeobida hainanensis Bi & Chen, 1981
- Phlaeobida sumbawae Ramme, 1941